# هيئة التقييس لدول مجلس التعاون لدول الخليج العربية
هيئة التقييس لدول مجلس التعاون لدول الخليج العربية، هي هيئة خليجية إقليمية أنشئت بقرار من المجلس الأعلى لمجلس التعاون لدول الخليج العربية في دورته (22) (مسقط، 30-31 ديسمبر 2001)، وباشرت أعمالها في شهر مايو 2004م ومقرها في مدينة الرياض بالمملكة العربية السعودية، وتضم في عضويتها دول مجلس التعاون وهي الإمارات العربية المتحدة، مملكة البحرين، المملكة العربية السعودية، سلطنة عمان، دولة قطر، دولة الكويت، والجمهورية اليمنية التي انضمت في يناير 2010م.
وتهدف هيئة التقييس لدول مجلس التعاون لدول الخليج العربية إلى توحيد أنشطة التقييس المختلفة ومتابعة تطبيقها والالتزام بها بالتعاون والتنسيق مع أجهزة التقييس الوطنية بالدول الأعضاء، بما يساهم في تطوير قطاعاتها الإنتاجية والخدمية، وتنمية التجارة البينية، وحماية المستهلك والبيئة والصحة العامة، وتشجيع الصناعات والمنتجات والخدمات الخليجية، بما يحقق دعم الاقتصاد الخليجي، والمحافظة على مكتسبات الدول الأعضاء، ويساهم في تقليص العوائق الفنية للتجارة، بما يتماشى مع أهداف الاتحاد الجمركي والسوق الخليجية المشتركة.

## الدول الأعضاء
- الإمارات العربية المتحدة
- مملكة البحرين
- المملكة العربية السعودية
- سلطنة عمان
- دولة قطر
- دولة الكويت
- الجمهورية اليمنية

## النظام الاساسي لهيئة التقييس لدول مجلس التعاون لدول الخليج العربية
إن من أهداف النظام الأساسي لمجلس التعاون الخليجي هو السعي نحو تحقيق التنسق والتكامل والترابط بين الدول الاعضاء في جميع الميادين لتحقق التوحد بما يتامشى مع أهداف الاتفاقية الأقتصادية بين دول مجلس التعاون الخليجي والتي تدعو لتوحيد وتنسيق سياساتها الاقتصادية والمالية والنقدية وتشريعاتها التجارية والصناعية والجمركية المطبقة فيها.

## أجهزة التقييس الوطنية
- هيئة الإمارات للمواصفات والمقاييس
- إدارة المواصفات وحماية المستهك - مملكة البحرين
- الهيئة السعودية للمواصفات والمقاييس والجودة
- المديرية العامة للمواصفات والمقاييس - سلطنة عمان
- الإدارة العامة لشئون المختبرات والتقييس - دولة قطر
- الهيئة العامة للصناعة - دولة الكويت
- الهيئة اليمنية للمواصفات والمقاييس وظبط الجودة

## شعار هيئة التقييس لدول مجلس التعاون لدول الخليج الخليج العربية
شعار هيئة التقييس لدول مجلس التعاون لدول الخليج العربي هوGSO وهو اختصار ل GCC Standardization Organization
وقد قام بتصميم هذا الشعار شركة ناب للدعاية والإعلان. 

## مجلس الإدارة
ويتكون من مجموعة من الوزاراء المختصين بأنشطة التقييس في دولهم ويشارك في اجتماعات مجلس التعاون الأمين العام للهيئة والأمين العام المساعد للشئون الأقتصادية بالأمانة العامة بالمجلس لكن ليس لهما حق التصويت.

## اختصاصات مجلس الإدارة
يعتبر هو السلطة العليا في الهيئة وله الهيمنة على شئونها ويعتمد السياسة العامة التي تسير عليها الهيئة
فمن اختصاصاته
1. يعتمد استراتيجيات الهيئة في ضوء الأهداف والاختصاصات المحددة له.
2. يعتمد الخطط طويلة المدى والسنوية التي تتضمن نشاطات ومشاريع الهيئة.
3. يعتمد اللوائح الفنية والمواصفات القياسية وإجراءات تقوم المطابقة الخليجية والموافقة على التعدلات المقترحة عليها.
4. يعتمد النظم واللوائح والأدلة الخاصة بأعمال التقييس.
5. يعتمد النظم المالية والمحاسبية والإدارية للأمانة العامة للهيئة.
6. يعتمد الهيكل التنظيمي للأمانة العامة وتعديله.
7. متابعة نشاط وإنجازات الهيئة وإصدار القرارات والتوجيهات المناسبة بخصوص ذلك.
8. تعيين الأمين العام وإنهاء خدماته.
9. يعتمد الموازنة السنوية للهيئة والموافقة على إجراء المناقلات بين أبوابها.
10. المصادقة على الحساب الختامي.
11. تعيين المحاسب القانوني وتحديد مكافآته.
12. تفويض بعض صلاحياته للمجلس الفني والأمين العام.

## اختصاصات المجلس الفني
1. يقوم بمناقشة الموضوعات المدرجة على جدول أعمال مجلس الإدارة وإبداء التوصيات بشأنها.
2. الموافقة على اللوائح والمواصفات القياسية وإجراءات تقويم المطابقة الخليجية ورفعها إلى مجلس الإدارة لكي يعتمدها.
3. يراجع الخطط والموازنات والبرامج المقدمة من الأمين العام ويبدي الأراء بشأنها.
4. يراجع النظم واللوائح والأدلة والتعليمات التي تنظم نشاطات الهيئة الفنية ورفع التوصيات بشأنها.
5. يقوم بدراسة ترشيحات الأمين العام لرئاسة وعضوية اللجان الفنية المختصة بالتقييس واعتمادها.
6. يراجع التقارير السنوية للهيئة وإبداء الرأي والتوصيات المناسبة بشأنها لكي يرفعها إلى مجلس الإدارة.
7. يقوم بتنفيذ كافة المهام المكلف بها والصلاحيات المفوضة له من مجلس الإدارة.